# Réseau Astuce
Le réseau Astuce est un réseau de transports collectifs né de la fusion des réseaux Métrobus de Rouen et TAE d'Elbeuf.
Astuce est exploité par cinq entreprises ― dont les filiales rouennaise et normande du groupe Transdev ― qui se chargent de la plupart des lignes régulières. Cette exploitation inclut :
- le « métro »[Note 1] : 1 ligne à 3 branches de tramway longues de 18,2 km desservant cinq communes, constituant un axe centre-sud-est/sud-ouest ;
- le TEOR : 4 lignes de bus à haut niveau de service (nommées T1, T2, T3 et T4) totalisant 39 km, comportant des sections en site propre, pour un axe est-ouest de la métropole ;
- les lignes de bus Fast : neuf lignes de bus renforcées en fréquences et possédant des voies de bus sur une part importante de leur itinéraire, F1, F2, F3, F4, F5, F6, F7, F8 et F9 ;
- les autobus : 26 lignes desservant la métropole ;
- les bus à vocation scolaire : 59 lignes sur le territoire ;
- une ligne de bus nocturne (Noctambus) fonctionnant toute l'année sauf pendant les vacances d'été ;
- une navette fluviale (Calypso) opérant des allers-retours entre les deux rives ;
- le service Handistuce : un service de transport à la demande pour les personnes à mobilité réduite ;
- les services de transport à la demande Filo'r et AlloBus.

Le réseau Astuce effectue chaque année plus de 53 millions de voyages.

## Histoire du réseau
(avril 2010).
La métropole rouennaise présente deux difficultés géographiques principales pour la construction et l'exploitation d'un réseau de transports en commun :
- le franchissement de la Seine, qui s'est toujours effectué en partageant la chaussée des ponts construits pour la circulation automobile ;
- la présence, sur la rive droite, d'élévations importantes nécessitant des voies assez pentues, qui peuvent handicaper le développement du transport ferroviaire conventionnel. Rouen, dans le passé, a expérimenté le funiculaire, et un projet de téléphérique urbain a même été évoqué avant la construction du réseau de bus en site propre ;
- à l'instar d'autres villes françaises, Rouen s'est rapidement équipée d'un réseau de tramway, qu'elle a ensuite délaissé au profit du trolleybus puis du bus, avant de réintroduire le transport ferroviaire urbain en 1994, sous la forme d'un tramway appelé localement « métro » (une portion de ligne est en effet souterraine, à la façon d'un prémétro) ;
- le 25 mai 1977 : naissance de la TCAR à partir de la fusion de la CTR et de la CGFTE ;
- en 1977 : signature de la première convention de régie intéressée liant le SIVOM de l'agglomération rouennaise et la TCAR ;
- en 1991 : souhaitant réintroduire le tramway et restructurer par la même occasion son réseau de bus, la TCAR signe un contrat de concession entre le SIVOM de l'agglomération de Rouen et la SOMETRAR pour la construction, l'exploitation et le financement du réseau Métrobus ;
- le 17 décembre 1994 : après 3 ans de travaux, le « métro » est mis en service et le réseau de bus est remanié afin d'installer une complémentarité entre bus et métro, le réseau Métrobus est né ;
- en 1er septembre 1997 : prolongement du tramway vers le technopôle du Madrillet à Saint-Étienne-du-Rouvray. C'est à cette occasion qu'est ouverte la station Palais de Justice au cœur du centre-ville de Rouen ;
- en 12 février 2001 : mise en service de 2 lignes du TEOR : T2 et T3, un bus à haut niveau de service circulant en site propre assurant la liaison entre l'est et l'ouest de l'agglomération, la liaison centre-sud étant partiellement assurée par les deux branches du tramway ;
- en 2002 : ajout de la ligne T1 à l'infrastructure TEOR. Un système équivalent (un bus à haut niveau de service circulant en site propre) est développé sur la rive gauche de l'agglomération, il s'agit de la LISOR qui relie Moulineaux au Grand-Quevilly. Depuis la restructuration du réseau de bus en 2007, LISOR est devenue la ligne de bus no 6 ;
- le 21 juin 2002, la TCAR fête son 100 millionième voyageur sur le réseau ;
- le 17 décembre 2004, le « métro » atteint l'âge symbolique de 10 ans ;
- en 2005, achat de 106 nouveaux autobus de type Irisbus Agora (80 standards et 26 articulés), remplaçant plus de la moitié du parc d'autobus (hors TEOR) vieillissant. La TCAR refond de son site web et lance son programme de recherche d'itinéraire permettant de calculer son trajet précis à partir de coordonnées, d'heures de départ et d'arrivée ;
- en 2006 : changement de logo, en partie dû au questionnement des gens qui se demandaient si le TEOR et le « métro » appartenaient au même exploitant ;
- en 8 janvier 2007 : prolongement des lignes T2 et T3 jusqu'au plateau dominant Rouen au nord-est (les Hauts de Rouen et Bihorel) et jusqu'à Darnétal. Les trois lignes TEOR constituent désormais un axe structurant est-ouest sur la rive droite de l'agglomération ;
- en 2007 : restructuration du réseau de bus (suppression de lignes et la fusion de lignes à faible fréquentation) ;
- en avril-mai 2008 : remplacement des distributeurs de titre de transport aux stations TEOR et « métro ». De nouvelles bornes SAEIV (système d'aide à l'exploitation et à l'information voyageur) sont installées à bord des véhicules. Ces bornes SAEIV indiquent aux voyageurs des informations pratiques telles que le temps de parcours prévu pour atteindre le terminus ou l'heure. L'installation de ces bornes est accompagnée d'une nouvelle sonorisation d'annonce des stations et de nouveaux valideurs sans contact ;
- en juillet 2008, à l'occasion de l'Armada, la TCAR met en place la ligne T4, nouvelle ligne temporaire de l'infrastructure TEOR permettant aux touristes venus voir le spectacle, d'être transportés au plus proche des bateaux. Sur la rive gauche, des navettes Armada'Bus sont mises en place afin de relier le parking du Parc Expo aux quais sur la rive gauche. Les lignes TEOR, Armada'Bus et « métro » circulent alors jusqu'aux environ de 2 h du matin contre 23 h 30 habituellement. La fréquentation des transports en commun est facilitée par une promotion très attirante : les trains régionaux à destination de Rouen sont à 1 € le premier jour de l'Armada ;
- en septembre 2008 a lieu le lancement d'un nouveau système de titre de transport sans contact, « Astuce » permettant aux usagers d'avoir une carte à puce unique rechargeable ;
- le 3 janvier 2011, les réseaux TCAR et TAE fusionnent pour former le réseau Astuce ;
- en 2012, le succès du tramway dépasse de loin toutes les attentes de l'Agglomération de Rouen (+60 % en 10 ans)[2]. Après avoir étudié les différentes solutions (commande du matériel de plus forte capacité, couplages des rames actuelles, ou matériel supplémentaire), ce sont finalement les nouvelles rames qui sont choisies. 27 nouvelles rames Citadis de 44 mètres de long pour un budget de 100 millions d'euros avec une mise en service progressive à partir de septembre 2012[3] (CREA le mag, no 7, p. 17). L'arrivée de ces nouvelles rames plus longues donne donc lieu à la refonte totale des terminus Technopôle et Boulingrin ainsi qu'à l'agrandissement de la station Saint-Sever, au renforcement du pont Jeanne-d'Arc et à l'adaptation de l'atelier-dépôt de Saint-Julien, le tout pour un total de 19,4 millions d'euros HT[4]. En outre, de nouveaux bus Irisbus Crealis sont mis en circulation pour le réseau TEOR. En 2018, de nombreuses améliorations ont lieu dans les cinq stations souterraines (rénovation intégrale, etc.) ;
- le 25 mai 2019[5], le réseau Astuce s'enrichit d'une nouvelle ligne de bus à haut niveau de service : le T4, qui relie les stations Boulingrin à Zénith - Parc Expo selon un axe nord-sud. L'inauguration a lieu quelques jours avant l'Armada, pour permettre aux visiteurs de l'événement de laisser leur voiture au parking relais du Zénith et ainsi rejoindre les quais en transports en commun. De plus, l'inauguration de la nouvelle ligne a entraîné le lancement de « L'Astuce de Minuit », cette opération concerne les lignes du tramway, l'ensemble des lignes TEOR, l'ensemble des lignes Fast ainsi que la ligne Noctambus (bus de nuit). Ces dernières ont subi des modifications, comme la prolongation des horaires jusqu'à minuit ou aussi le rajout de passages sur la ligne Noctambus ;
- le 2 septembre 2019, la ligne Fast F1 qui effectuait son terminus à Rouges Terres à Bois-Guillaume est prolongée jusqu'à la Plaine de la Ronce à Isneauville et la ligne 11 ne dessert plus Isneauville et fait son terminus au collège Léonard de Vinci à Bois-Guillaume. Suppression d'une ligne taxis à Isneauville pour une ligne de bus régulière no 37 avec 36 rotations par jour avec un terminus à la Plaine de la Ronce, pôle d'échange avec la ligne F1 ;
- le samedi 5 septembre 2020, lancement de la gratuité le samedi ;
- en septembre 2020, mise en place du système d'alerte vidéo en temps réel sur 20 véhicules qui circulent sur les lignes FAST et TEOR ;
- à la rentrée 2020, mise en place de la descente à la demande entre deux arrêts à partir de 0 h 30 sur les lignes T1 et Noctambus dans le cadre de la lutte contre la violence faite aux femmes. Grâce aux résultats concluant de cette expérimentation, le service est étendu aux lignes TEOR et FAST en soirée de 22 h à la fin du service à partir du 1er janvier 2021 ;
- le 4 septembre 2021, est créée une agence de location de vélos longue durée (Lovélo 78 rue Jeanne-d'Arc) accessible par les lignes 11, 15, 22, F2 et F7 à l'arrêt Square Verdrel (pour la ligne 15, l'arrêt Square Verdrel s'effectue en bas de la rue Jean-Lecanuet), ou la ligne Métro à la station Palais de Justice – Gisèle Halimi.
- le 29 août 2022, le réseau astuce est totalement repensé : nouvelles lignes, modifications importantes de parcours sur les lignes, remplacements ou fusionnement de certaines lignes déjà existantes. Ce changement permet de répondre aux demandes des usagers en fonction de la fréquentation des lieux.
- Le 1er septembre 2022, la TCAR est renommée Transdev Rouen.
- Le 1er septembre 2023, le réseau est légèrement modifié : la ligne T4 est prolongée dans le campus Santé à la station Marie Curie - MTC, et la ligne H, située dans le réseau TAE et qui reliait Elbeuf à Louviers devient la ligne E1 et elle passe désormais à Val-de-Reuil et Gaillon. D'autres modifications sont effectuées mais ces dernières ne sont que temporaires et liées à des travaux. En outre, les plans du réseau incluent désormais les tracés provisoires des lignes de bus déviées pour des travaux.
- Le 13 août 2024, le site internet ainsi que l'application ASTUCE sont remplacés par de nouvelles versions. Nouveau design, une meilleure lisibilité des horaires, des informations trafic, rechercher un trajet avec tous les modes de transports (marche, vélo, Métro, TEOR, bus, train, Allobus, Filo'r, et encore d'autres atouts sont à l'appel[réf. souhaitée]).

### Réseau Astuce

Logo depuis 2012

### Identités historiques des exploitants

TCAR de 1976 à 1994
TCAR de 1994 à 2007
TCAR de 2007 à 2019
Transdev Rouen depuis 2019

Transports de l'Agglomération Elbeuvienne
Transdev Normandie Interurbain
Keolis Normandie Seine

## Situation

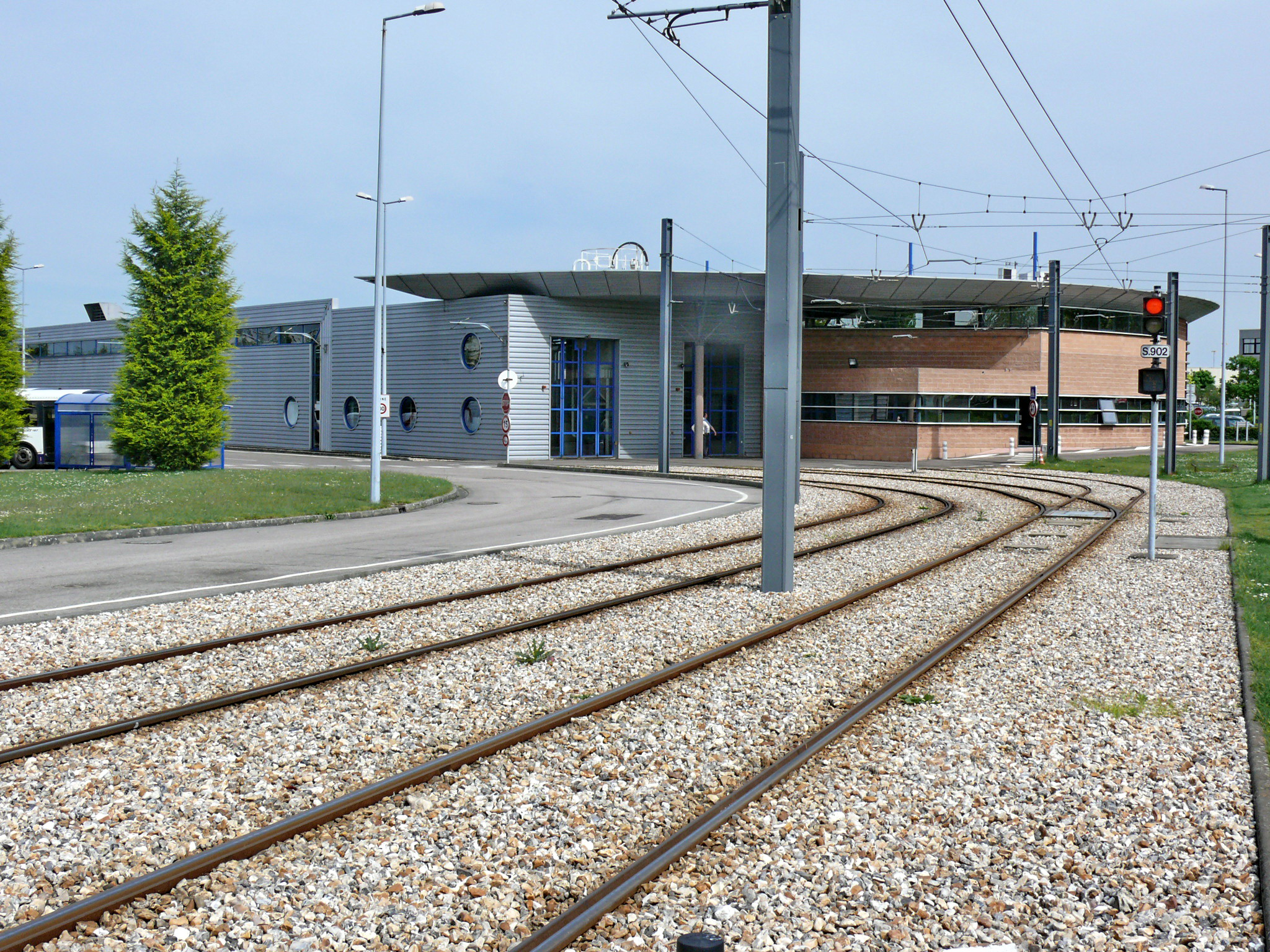
Entrée de l'atelier-dépôt Saint-Julien

Le siège social de l'exploitant principal, Transdev Rouen, se trouve au centre des Deux-Rivières à Rouen, le long du Robec aux limites de Darnétal. Au même emplacement, se trouve sur environ 72 000 m2, l'atelier-dépôt des bus effectuant la maintenance, les contrôles techniques, le nettoyage des bus, etc. L'exploitation nécessite également un atelier-dépôt à Saint-Julien au Petit-Quevilly d'environ 35 000 m2 où s'effectue le remisage, l'entretien et nettoyage des rames de tramway. L'espace d'accueil et de vente du réseau Astuce se trouve à l'agence du Théâtre des Arts rue Jeanne-d'Arc à Rouen. Y est également implanté le service exploitation chargé du bon fonctionnement du réseau (poste de commande centralisé) et de la gestion du personnel. Un espace d'information et de vente se trouve également dans l'enceinte de la gare de Rouen-Rive-Droite.

## Le réseau
La Métropole délègue l'exploitation du réseau à cinq sociétés, dont Transdev Rouen qui s'occupe de certaines lignes desservant 45 des communes situées dans le périmètre de la métropole Rouen Normandie.

### Tramway

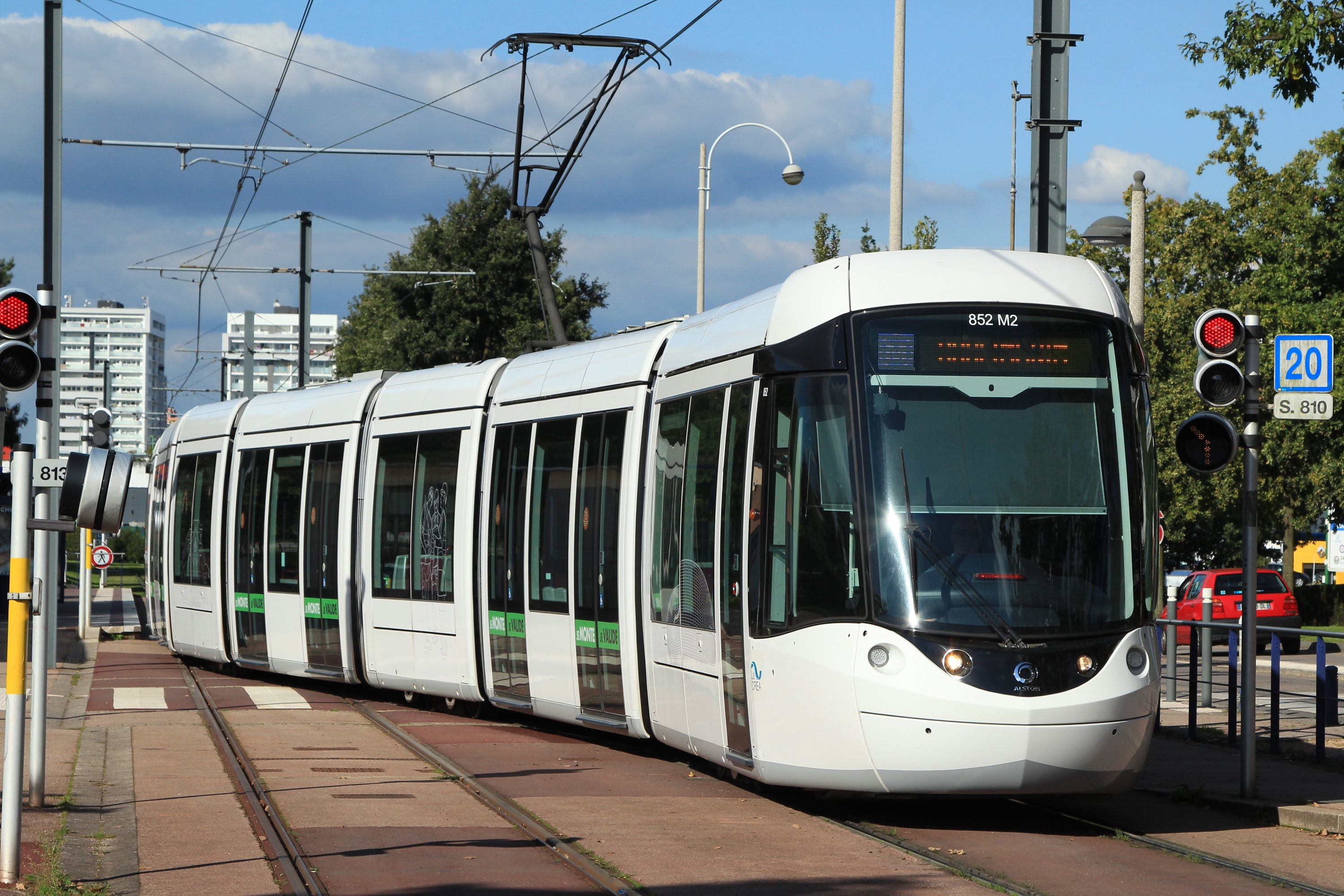
Rame du tramway au terminus Technopôle.

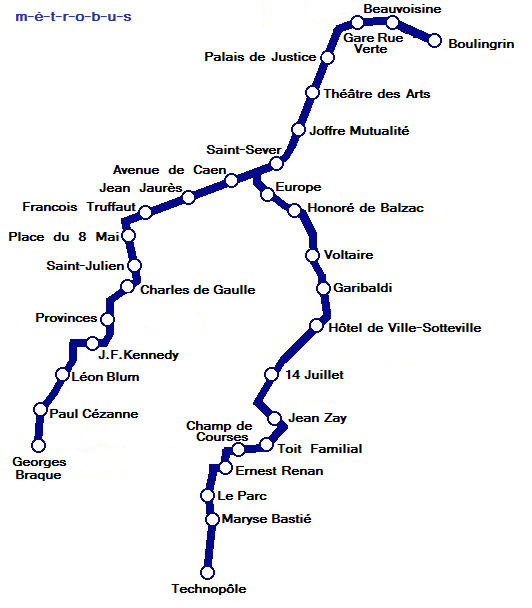
Plan du tramway.

Le « métro » est en fait un tramway qui circule essentiellement en site propre à Rouen ainsi que dans quatre autres communes de son agglomération. Celle-ci est l'une des plus petites en France à être équipée d'un transport en commun urbain partiellement souterrain. Il est exploité par la filiale rouennaise du groupe Transdev.
La ligne a été inaugurée le 17 décembre 1994 entre Boulingrin (Rouen) —  Hôtel de Ville (Sotteville-lès-Rouen) par Théâtre Des Arts ou Georges Braque (Le Grand-Quevilly) par Théâtre Des Arts et Le Petit-Quevilly.
Puis en 1997 une nouvelle station ouvre entre Théâtre Des Arts et Gare Rue-Verte nomée Palais du Justice et sur la branche Hôtel de Ville,la ligne est prolongée jusqu'à Technopôle à Saint-Étienne-du-Rouvray en remplacent la ligne 17.
Le réseau est utilisé par le tramway et comprend une petite partie en souterrain, comme à Strasbourg, uniquement en rive droite, soit 2,3 km (5 stations). Les 26 autres stations sont aériennes, au niveau du sol, et la ligne est ponctuée de nombreux passages à niveau de type « tramway ».
Le tramway de Rouen transporte en moyenne 70 000 personnes par jour ouvré.
Le réseau est en réalité constitué d'une ligne unique qui se divise en deux branches ainsi nommées :
- Direction Technopôle : Boulingrin (Rouen) — Technopôle (Saint-Étienne-du-Rouvray) en traversant Sotteville-lès-Rouen ;
- Direction Georges Braque : Boulingrin (Rouen) — Georges Braque (Le Grand-Quevilly) en traversant Le Petit-Quevilly.

Les rames sont de type Citadis 402 du constructeur français Alstom.

### Autobus

#### Généralités
Le réseau d'autobus compte outre les quatre lignes TEOR, 29 lignes régulières, 58 lignes scolaires, une ligne de nuit Noctambus et des services de navette.
Les lignes TEOR, F1, F2, F3, F4, F5, F7, F8, 10, 11, 15, 20, 22, 27, 41 et 43 sont exploités par Transdev Rouen, mais certaines lignes sont assurées par d'autres sociétés : les lignes F6, 13, 14, 26, 28, 33, 35, 36, 37, 38, 42, 44, 529 et 530 sont exploitées par Transdev Normandie Interurbain (TNI), et les lignes F9, A, B, C, F, G, I, D1 et D2 sont exploitées par TAE.

#### Signalétique et placement des arrêts
Avec la nouvelle offre de transport du réseau Astuce en 2022, la Métropole a modifié la signalétique du Réseau en reprenant la couleur du réseau astuce à savoir la couleur Framboisine au lieu du bleu issu de la TCAR. Les bus des lignes FAST ont également un nouveau design avec la couleur framboisine en haut de chaque bus.
La station Hôtel de Ville de Sotteville qui est désormais un pôle d'échanges et a subi des modifications d'emplacement d'arrêts notamment pour les lignes F7, 33 et 41 afin d'éviter un rebroussement des bus de différentes lignes. Des grandes plaques ont été également installées afin de se repérer plus facilement et certains autres arrêts de bus du réseau ont pu être déplacées pour permettre une meilleure correspondance.

#### TEOR
TEOR (Transport Est-Ouest Rouennais) est un ensemble de lignes de bus à haut niveau de service exploitées par Transdev Rouen. Le TEOR bénéficie d'une voie réservée sur environ 70 % de son parcours, ce qui lui permet de ne pas être mélangé à la circulation routière et permet une régularité de passage qui n'est pas sujette aux perturbations. Les trois premières lignes de TEOR desservent une zone commune s'étendant sur 11 stations (environ quatre kilomètres) en centre-ville de Rouen.
Le réseau TEOR comporte 4 lignes :
- la ligne  T1 : CHU Charles Nicolle (Rouen) — Mont aux Malades (Mont-Saint-Aignan) ;
- la ligne  T2 : Mairie V. Schœlcher (Notre-Dame-de-Bondeville) — Tamarelle (Bihorel) ;
- la ligne  T3 : Durécu-Lavoisier (Darnétal) — Monet (Canteleu) ;
- la ligne  T4 : Marie Curie - MTC (Rouen) — Zénith Parc-Expo (Le Grand-Quevilly).

Les travaux de la ligne T5 sont en cours pour relier la nouvelle gare de Saint-Sever et le campus de Mont-Saint-Aignan.
Mise en service de la ligne fin 2025.
Il existe quatre modèles de véhicules TEOR en circulation :
- 28 Irisbus Citelis 18 livrés en 2006 et numérotés entre 6101 et 6128 ;
- 37 Irisbus Crealis Neo 18 diesel livrés en 2012 numérotés entre 6201 et 6237 ;
- 1 Irisbus Crealis Neo 18 hybride livré en 2012 numéroté 6238 ;
- 15 Heuliez GX 437 BHNS livrés en 2018 numérotés entre 6401 et 6415 ;

#### FAST
Le 1er septembre 2014, les lignes de bus 4, 7, 10, 16 et 21 ont été renommées afin de créer un ensemble de lignes structurantes intitulées FAST. Le 29 août 2022, c'est au tour des lignes 6, 32 et 40 d'êtres transformées en lignes FAST. La ligne F3 cède également à cette date une partie de son tracé au nord à une nouvelle ligne FAST (F7), desservant le centre de Rouen ainsi que le campus de Mont-Saint-Aignan.
Les lignes FAST circule touts les jours jusqu'à minuit sauf le dimanche
Le réseau FAST comporte neuf lignes depuis le 29 août 2022 :
- la ligne  F1 : Plaine de la Ronce (Isneauville) — Stade Diochon (Petit-Quevilly) ;
- la ligne  F2 : Centre Commercial La Vatine (Mont-Saint-Aignan) — Tamarelle (Bihorel) ;
- la ligne  F3 : Hôtel de Ville (Sotteville-lès-Rouen) — Centre-Commercial Tourville (Tourville-la-Rivière) ;
- la ligne  F4 : Hameau de Frévaux (Malaunay) — Mont-Riboudet (Rouen) ;
- la ligne  F5 : Théâtre des Arts (Rouen) — Lycée Galilée (Franqueville-Saint-Pierre) ;
- la ligne  F6 : Les Bouttières (Grand-Couronne) — Gare (Saint-Étienne-du-Rouvray) ;
- la ligne  F7 : La Pléiade (Mont-Saint-Aignan) — Hôtel de Ville (Sotteville-lès-Rouen) ;
- la ligne  F8 : Lycée du Cailly (Déville-lès-Rouen) — Tamarelle (Bihorel) ;
- la ligne  F9 : Théâtre des Arts (Rouen) — Champ de Foire (Elbeuf).

La Métropole Rouen Normandie, autorité organisatrice des mobilités, confie l'exploitation des lignes FAST à Transdev Rouen, opérateur historique, à l'exception de la ligne F9 dont l'exploitation est confiée à TAE.
Dans le cadre d'un contrat de sous-traitance, l'exploitation de la ligne F6 est confiée à Transdev Normandie Interurbain – Établissement de Grand Rouen.
Les lignes F1, F4 et F5 sont exploitées par Transdev Rouen en bus articulés du lundi au samedi et en bus standard le dimanche.
La ligne F2 est exploitée par Transdev Rouen en bus articulés du lundi au dimanche.
Les lignes F3, F7 et F8 sont exploitées par Transdev Rouen en bus standard du lundi au dimanche.
La ligne F6 est exploitée par Transdev Normandie Interurbain en bus standard du lundi au dimanche.
Enfin, la ligne F9 est exploitée par Transport de l'agglomérations d'Elbeuf en bus standard du lundi au dimanche.

#### Les lignes régulières de Transdev Rouen

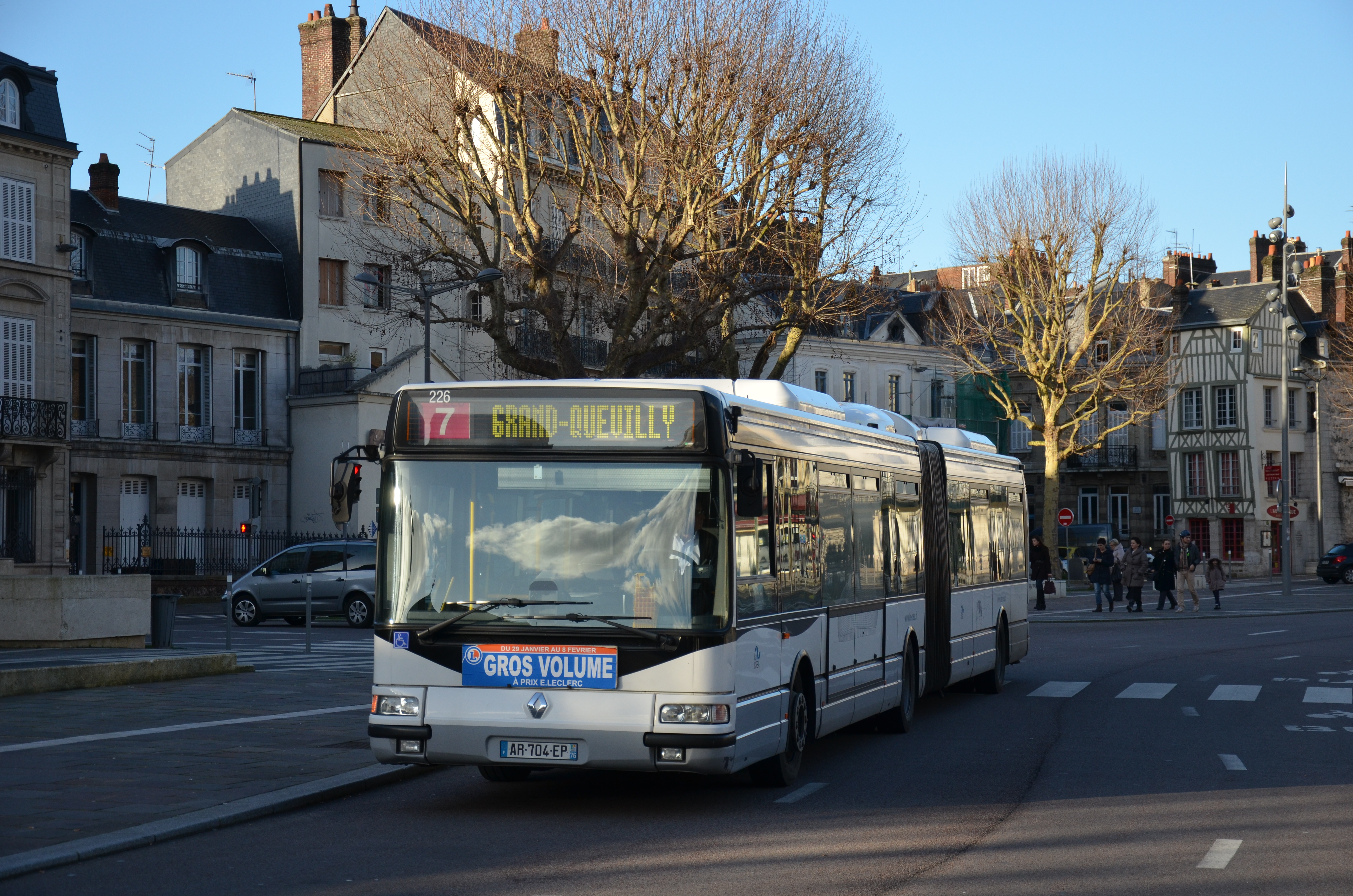
Renault Agora L sur l'ancienne ligne 7 à proximité de l'Hôtel de Ville.

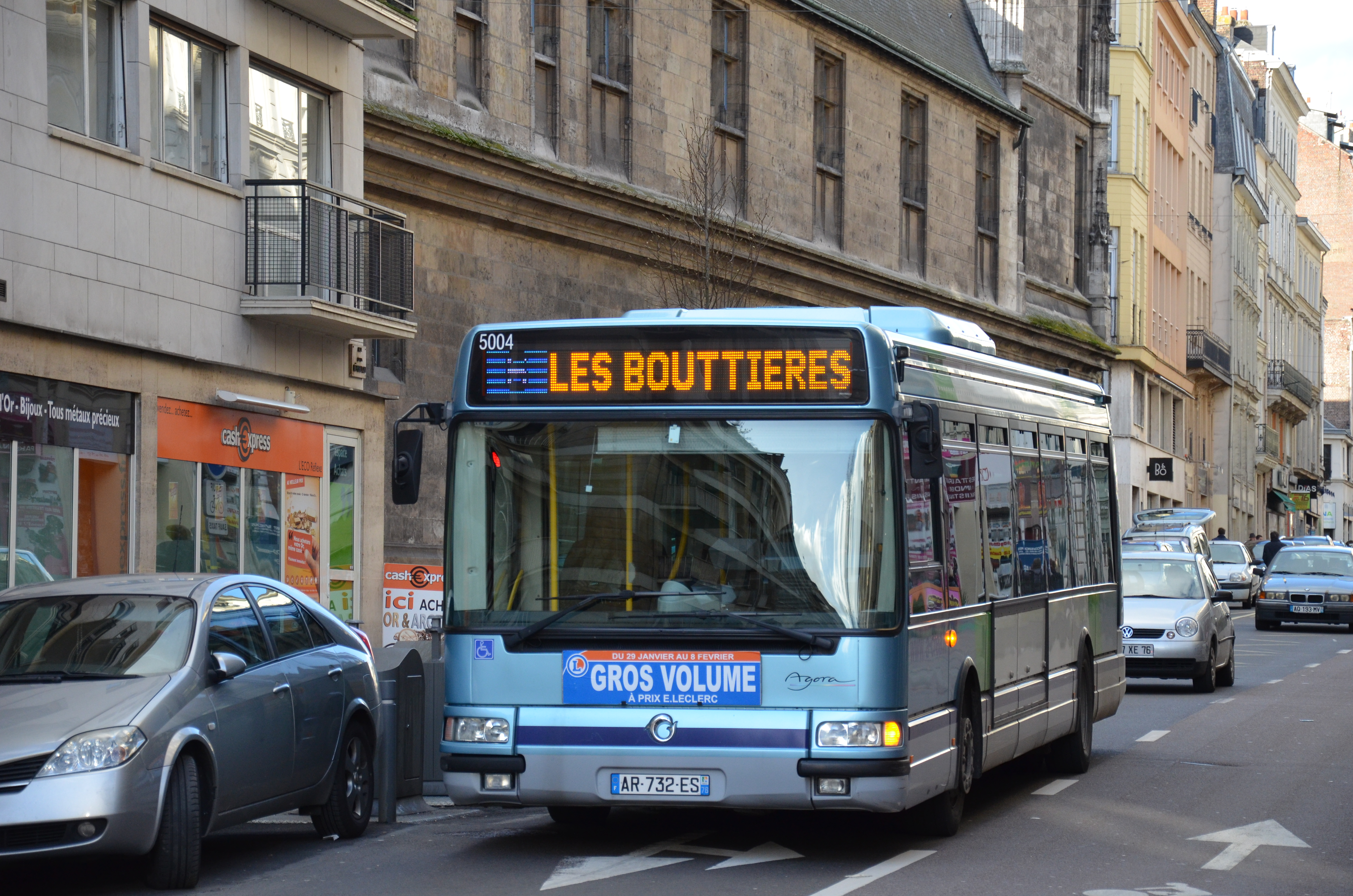
Irisbus Agora S sur l'ancienne ligne 6.

La flotte de véhicules utilisée sur les lignes exploitées par Transdev Rouen (hors bus circulant sur les quatre lignes TEOR) est composée de :
- 60 Mercedes-Benz Citaro G C2  (5201 à 5213 - 5301 à 5319 - 5401 à 5413 - 5501 à 5512 - 7237 à 7239);
- 10 Heuliez GX 137 L (320 à 330);
- 33 Mercedes-Benz Citaro C2 €6 (701 à 710 - 711 à 736);
- 15 Scania Citywide LF  (421 à 435);
- 46 Heuliez GX 337 Elec (3101 à 3104 - 3111 à 3152);
- 4 Mercedes-Benz eCitaro (3202 à 3205);
- 14 Van Hool A12 FC (4001 à 4014);
- 7 MAN Lion's City G A23 (7201 à 7206 - 7240);
- 2 Heuliez Bus GX 427 (7235/7236);
- 3 Mercedes-Benz Citaro G Facelift €4 (7242 à 7244);

Les lignes régulières sont :
- la ligne   10  : La Maine (Maromme) — Lycée Flaubert (Rouen) ;
- la ligne   11  : Collège L. de Vinci (Bois-Guillaume) — Île Lacroix (Rouen) ;
- la ligne   15  : Collège Jules Verne (Déville-lès-Rouen) — Grand Val (Amfreville-la-Mivoie) ;
- la ligne   20  : Le Chapître (Bihorel) — Mairie (Saint-Aubin-Épinay) ;
- la ligne   22  : Parc de la Vatine (Mont-Saint-Aignan) — Barrières de Darnétal (Rouen) ;
- la ligne   27  : Bel Air (Petit-Couronne) — Théâtre des Arts (Rouen) ;
- la ligne   41  : Ancienne Mare (Petit-Quevilly) — Vente Olivier (Saint-Étienne-du-Rouvray) ;
- la ligne   43  : Longs Vallons (Notre-Dame-de-Bondeville) — Place du Vivier (Houppeville) ;

#### Les lignes régulières de Transdev Normandie Interurbain
- la ligne   13  : Martainville (Rouen) — Ecole de Musique (Boos) ;
- la ligne   14  : Mairie (Belbeuf) — Mont Pilon (Darnétal) ;
- la ligne   26  : Salle des Fêtes (Saint-Pierre-de-Varengeville) — Mont-Riboudet (Rouen) ;
- la ligne   28  : Louise Michel (Darnétal) — Bois Tison (Saint-Jacques-sur-Darnétal) ;
- la ligne   33  : François Truffaut (Petit-Quevilly) — Hôtel de Ville (Sotteville-lès-Rouen) ;
- la ligne   35  : École Moulin (Notre-Dame-de-Bondeville) — Sente d'Houdeville (Canteleu)
- la ligne   36  : Boulingrin (Rouen) — Coteaux du Larmont (Rouen) ;
- la ligne   37  : Les Bosquets / Les Hauts Poiriers (Isneauville) — Plaine de la Ronce (Isneauville) ;
- la ligne   38  : Coteaux Branly (Darnétal) — Mairie (Montmain) ;
- la ligne   42  : La Houssière (Saint-Étienne-du-Rouvray) — Lebon (Grand-Quevilly) ;
- la ligne   44  : Chapelle-Saint-Siméon (Déville-lès-Rouen) — E. Lacroix (Saint-Pierre-de-Manneville) ;

Transdev Normandie Interurbain (TNI) assure également une poignée de courses sur les lignes F5, 20, 27 et 41 en guise de renfort lors des périodes de fortes fréquentations.
La flotte de véhicules utilisée sur les lignes exploitées par Transdev Normandie Interurbain est composée de :
- 15 Mercedes-Benz Citaro C2 €5 (670 à 685);
- 1 Mercedes-Benz C2 €6 (41999);
- 1 Mercedes-Benz Citaro K (41096);
- 49 Irisbus Crossway LE City (4001 à 4006 - 4097 à 4099 - 4199 - 4201I/4202I/4208I - 4803 à 4840 - 4901 à 4914 - 41397 à 41399);
- 2 Iveco Bus Crossway LE City (42098 & 42099);
- 10 Iveco Bus Crossway Pop (uniquement sur les lignes scolaires) (1028 à 1032 & 4922 à 4931);
- 14 Irisbus Citelis 12 ; (4870 à 4883);
- 4 Heuliez Bus GX 337 (41394/41395/41497/41498);
- 1 Heuliez Bus GX 327 (40791);
- 1 Heuliez Bus GX 127 (41499);
- 1 Heuliez Bus GX 127L (4106);
- 1 Setra 415NF Ü (40788);
- 3 Dietrich City 9 (91198/91299/91499);
- 3 Dietrich Modulis 30 (92304 à 92306)

#### Les lignes régulières de la TAE
Du lundi au samedi :
- la ligne   A  : Mairie de Saint-Pierre (Saint-Pierre-lès-Elbeuf) — Mairie de Cléon (Cléon) ;
- la ligne   B  : École de la Londe (La Londe) — Parc Saint-Cyr (Elbeuf) ;
- la ligne   C  : Bosc-Tard (Saint-Pierre-lès-Elbeuf) — Mairie de Cléon (Cléon) ;
- la ligne   F  : Pôle multimodal d'Oissel (Oissel) — ZI l'Oison (Saint-Pierre-lès-Elbeuf) ;
- la ligne   G  : Champ de Foire (Elbeuf) — Route du Bac (La Bouille)
- la ligne I : Ecole de Police (Oissel) -- Centre Commercial (Tourville-la-Rivière)

Les dimanches et fêtes, en remplacement des lignes A, B, C, F, G et I :
- la ligne   D1  : Parc Saint-Cyr (Elbeuf) — Mairie de Cléon (Cléon) ;
- la ligne   D2  : Pôle multimodal d'Oissel (Oissel) — Mairie de Saint-Pierre (Saint-Pierre-lès-Elbeuf).

La flotte de véhicules utilisée sur les lignes exploitées par la TAE est composée de :
- 4 Irisbus Citelis 12 (133 à 136);
- 4 Mercedes-Benz Citaro Facelift (137 à 140);
- 4 Mercedes-Benz Citaro C2 €5 (141 à 144);
- 11 Mercedes-Benz Citaro C2 €6 (145 à 155);
- 3 Ebusco 2.2 18m (222 à 224);
- 2 Irisbus Crossway LE City (231/234);
- 5 Irisbus Crossway Pop (uniquement sur les lignes scolaires) (261 à 265);
- 3 Iveco Urbanway 12 (701 à 703);
- 2 Yutong E 12 LF (900 & 901);
- 14 Heuliez GX 337 Elec (902 à 916);
- 6 Mercedes-Benz eCitaro (950 à 955);
- 7 Ebusco 3.0 (800 à 807);

#### Les lignes d'autres réseaux dans l'agglomération
Les deux lignes suivantes font partie du réseau Nomad et bénéficient d'une intégration tarifaire uniquement sur le ressort territorial de la Métropole Rouen Normandie ; le réseau Nomad unifie sa numérotation le 1er septembre 2022 :
- la ligne   529  : Gare Routière (Rouen) — Route de Montville (Malaunay) — Montville / Clères / Grugny ;
- la ligne   530  : Gare Routière (Rouen) — Quai (Caudebec-en-Caux).

Enfin, la ligne E1 du réseau SEMO de Louviers relie l'hôpital de Saint-Aubin-lès-Elbeuf à Louviers, Val-de-Reuil et Gaillon.
Le principal point de rencontre des lignes se situe au pôle multimodal Théâtre des Arts. Ce pôle, divisé en trois arrêts (Théâtre des Arts - Jeanne d'Arc, Gare Routière et Théâtre des Arts - Quais) accueille les trois premières lignes TEOR, le métro, deux lignes FAST (F5 et F9) et quatre lignes de bus régulières (27, 33, 529 et 530).

#### Service de nuit
Une ligne de bus de nuit est commercialisée sous le terme de « Noctambus ». Cette ligne est accessible avec la gamme de titre de transport du réseau de jour. Elle dessert principalement les cités universitaires de Rouen, Mont-Saint-Aignan et Saint-Étienne-du-Rouvray, ainsi que la gare de Rouen et l'Hôtel de ville de Rouen. Depuis le 25 mai 2019, avec le prolongement des horaires de soirée sur le réseau métro, TEOR et Fast, les horaires du Noctambus ainsi que son parcours ont été modifiés.
En plus de cette ligne, la T1 circule également sur une partie de la nuit. Voici les heures de circulation de ces deux lignes :
- la ligne  T1 circule jusqu'à 2 h 28 du lundi au samedi dans la direction CHU Charles Nicolle (ROUEN) et jusqu'à1 h 28 le dimanche. Et dans le sens mont au malades (MONT-SAINT-AIGNAN) jusqu'à 1 h 45 du lundi au samedi et 0 h 15 le dimanche
- la ligne   Noctambus  circule tous les jours de 0 h 10 à 4 h 55 sauf le dimanche où le service est arrêté dès 2 h 55.

#### Lignes scolaires
58 lignes scolaires sillonnent la Métropole à raison d'un ou deux passages par jour et par sens. Ces lignes dites « à vocation scolaire » sont accessibles à tous les usagers et font partie intégrante du réseau Astuce. Elles sont accessibles avec n'importe quel titre de transport du réseau. Elles sont effectuées, la plupart du temps, par les Crossway LE City ou Crossway Pop. En cas d'imprévu, des véhicules à visée urbaine (comme des Irisbus Crealis 12, des Mercedes-Benz Citaro C2 ou encore des Heuliez Bus GX 127, 327 et 337) peuvent prendre le relais.
Elles sont numérotées de 100 à 106, de 201 à 214, de 220 à 229, de 300 à 305, de 310 à 315, puis 322, de 330 à 336, de 340 à 343, puis 350 et 351 et enfin de 360 à 364. Ces numéros sont définis et regroupés en fonction de leur localisation dans la Métropole.
Les 6 lignes du secteur d'Elbeuf exploité par TAE :
- la ligne   100  : Champ de Foire (Elbeuf) — Casanova (Tourville-la-Rivière) ;
- la ligne   101  : Mandela (Elbeuf) — Pôle Multimodal Cotoni (Oissel) ;
- la ligne   102  : Champ de Foire (Elbeuf) — Beau Site (Freneuse) ;
- la ligne   103  : Moulin Saint-Étienne (Elbeuf) — Collège Cousteau (Caudebec-lès-Elbeuf)
- la ligne   104  : Collège J. Brel (Cléon) —  Casanova (Tourville-la-Rivière) ;
- la ligne   106  : Collège J. Brel (Cléon) — Beau Site (Freneuse) ;

Les 22 lignes du secteur de Duclair exploité par Cars Hangars :
- la ligne   201  : Rue d’Hectot / Salle des Fêtes (Saint-Pierre-de-Varengeville) — Collège Gustave Flaubert (Duclair) ;
- la ligne   202  : Le Maupas Ferme du Tronc (Duclair) / Église de Saint-Paër (Saint-Paër) — Collège Gustave Flaubert (Duclair) ;
- la ligne   203  : L'Orvason (Épinay-sur-Duclair) — Collège Gustave Flaubert (Duclair) ;
- la ligne   204  : Bois de la Fontaine / L’Orme (Hénouville) — Collège Gustave Flaubert (Duclair) ;
- la ligne   205  : Le Paulu - Usine Oxford (Saint-Pierre-de-Varengeville) — Collège Gustave Flaubert (Duclair) ;
- la ligne   206  : Rue Saint-Jean (Jumièges) — Collège Gustave Flaubert (Duclair) ;
- la ligne   207  : Route du Halage (Duclair) / Abbaye de Jumièges (Jumièges) — Collège Gustave Flaubert (Duclair) ;
- la ligne   208  : Calumet (Bardouville) / La Forge (Anneville-Ambourville) / Bac de Berville (Berville-sur-Seine) — Collège Gustave Flaubert (Duclair) ;
- la ligne   210  : Ronceray / École J.Y. Cousteau (Sainte-Marguerite-sur-Duclair) — Collège Charcot (Le Trait) ;
- la ligne   211  : La Chanteraine (Sainte-Marguerite-sur-Duclair) — Collège Charcot (Le Trait) ;
- la ligne   212  : Terrain de Pétanque (Yainville) — Collège Charcot (Le Trait) ;
- la ligne   213  : La Maison Blanche (Le Trait) — Collège Charcot (Le Trait) ;
- la ligne   214  : Le Genetey (Saint-Martin-de-Boscherville) / Val Phénix (Quevillon) — Collège Le Cèdre - Touyé (Canteleu) / Chapelle Saint-Siméon (Déville-lès-Rouen)
- la ligne   220  : École J.Y. Cousteau (Sainte-Marguerite-sur-Duclair) — École J.Y. Cousteau (Sainte-Marguerite-sur-Duclair) ;
- la ligne   221  : École d’Épinay (Épinay-sur-Duclair) — École d’Épinay (Épinay-sur-Duclair) ;
- la ligne   222  : Route de Yainville (Jumièges) — École de Jumièges (Jumièges) ;
- la ligne   224  : Le Bas Aulnay / Les Vieux / Le Paulu - Chemin de Fer (Saint-Paër) — École Primaire (Saint-Paër) ;
- la ligne   225  : Mairie École d’Yville (Yville-sur-Seine) — Mairie École d’Yville (Yville-sur-Seine)
- la ligne   227  : École Malraux (Duclair) — École Malraux (Duclair)
- la ligne   228  : École Malraux (Duclair) — École Malraux (Duclair)
- la ligne   229  : Église du Trait (Le Trait) — École Maupassant (Le Trait)

Les 28 lignes du secteur de Rouen exploité par TNI :
- la ligne   300  : Épinay (Saint-Aubin-Épinay) — Lycée Flaubert : le matin / Lycée Flaubert - Texcier (Rouen) : le soir ;
- la ligne   301  : Le Haut du Bois (Roncherolles-sur-le-Vivier) : départ le matin / Bois Breton : terminus le soir — Lycée Flaubert
- la ligne   302  : Boulingrin (Rouen) — Lycée Grieu (Rouen) ;
- la ligne   303  : Route d'Isneauville (Fontaine-sous-Préaux) / Mairie de St-Martin (Saint-Martin-du-Vivier) — Lycée Flaubert  /  Collège Michelet / Collège Saint-Victrice (Rouen) ;
- la ligne   305  : Petit Pont (Isneauville) — Hôtel de ville de Rouen / Lycée Flaubert (Rouen) ;
- la ligne   310  : Lycée Élisa Lemonnier (Le Petit-Quevilly) / Lycée Les Bruyères (Sotteville-lès-Rouen) — Pont de la Chapelle (Saint-Étienne-du-Rouvray) / Pôle Multimodal Cotoni (Oissel) ;
- la ligne   311  : Lycée Val de Seine (Le Grand-Quevilly) — Pont de la Chapelle (Saint-Étienne-du-Rouvray) / Pôle Multimodal Cotoni (Oissel) / Champ de Foire (Elbeuf) cette ligne est exploitée par TAE pour les départs entre Lycée Val de Seine / Champs de Foire ;
- la ligne   313  : Collège Branly (Le Grand-Quevilly) — Coopérateurs (Le Grand-Quevilly) ;
- la ligne   314  : Stade Diochon (Le Petit-Quevilly) — La Houssière (Saint-Étienne-du-Rouvray) ;
- la ligne   315  : Stade Diochon (Le Petit-Quevilly) — Lycée Val de Seine (Le Grand-Quevilly) ;
- la ligne   322  : Siamoisiers (Roncherolles-sur-le-Vivier) — Collège L. Aubrac (Isneauville) ;
- la ligne   330  : Long Corbeil (Bonsecours) — Lycée Galilée (Franqueville-Saint-Pierre) ;
- la ligne   331  : Eauplet (Bonsecours) — La Providence (Le Mesnil-Esnard) ;
- la ligne   332  : Mairie de Montmain (Montmain) —  Collège Abaquesne (Boos) / Lycée Galilée (Franqueville-Saint-Pierre) / La Providence / Collège Malot (Le Mesnil-Esnard) ;
- la ligne   333  : Château Anquetil (La Neuville-Chant-d'Oisel) —  Collège Abaquesne (Boos) / Lycée Galilée (Franqueville-Saint-Pierre) / La Providence (Le Mesnil-Esnard) ;
- la ligne   334  : École Mendès France (Quévreville-la-Poterie) —  Lycée Galilée (Franqueville-Saint-Pierre) / La Providence / Collège Malot (Le Mesnil-Esnard) ;
- la ligne   335  : Allée du Couvent (Les Authieux-sur-le-Port-Saint-Ouen) —  Lycée Galilée (Franqueville-Saint-Pierre) / La Providence / Collège Malot (Le Mesnil-Esnard) ;
- la ligne   336  : Mairie de Belbeuf (Belbeuf) — Collège Verhaeren (Bonsecours) ;
- la ligne   340  : Boulingrin (Rouen) / Collège Chartier / Collège Rousseau (Darnétal) — Forgettes (Saint-Jacques-sur-Darnétal) ;
- la ligne   341  : Épinay (Saint-Aubin-Épinay) / Rue de l’Église (Saint-Léger-du-Bourg-Denis) — Collège Rousseau (Darnétal) ;
- la ligne   342  : Le Haut du Bois (Roncherolles-sur-le-Vivier) — Collège Rousseau (Darnétal) ;
- la ligne   343  : Mont Pilon (Darnétal) — Collège Chartier (Darnétal) ;
- la ligne   350  : Place Alexandre (Sahurs) / Bac de Dieppedalle (Canteleu) — Touyé - Collège Le Cèdre / Collège Gounod (Canteleu) ;
- la ligne   351  : M.I.N. / Place du Général de Gaulle (Canteleu) / Place Alexandre (Sahurs) — Collège Gounod (Canteleu) ;
- la ligne   360  : Place du Vivier (Houppeville) — Collège Jean Zay (Le Houlme) ;
- la ligne   361  : Hameau Saint-Maurice (Malaunay) — Collège Jean Zay (Le Houlme) ;
- la ligne   363  : La Maine / Petit Maromme (Maromme) — Lycée du Cailly (Déville-lès-Rouen)
- la ligne   364  : Place du Vivier (Houppeville) — Lycée du Cailly (Déville-lès-Rouen) ;

#### Navettes
Il existe plusieurs navettes de bus dans la Métropole :
- la navette A : navette de substitution visant à remplacer provisoirement les métros en cas d'arrêt d'exploitation de la ligne ;
- la navette B : Mont-Riboudet Kindarena (Rouen) — C.H.U Charles Nicolle (Rouen), pour désengorger les TEOR lors de l'Armada ou d'autres événements ;
- la navette C : Navette disponible à tout moment à cause d'une perturbation sur les lignes[pas clair].

### Transport à la demande

#### Filo'r
Le Filo'r est un service de transport à la demande découpé en huit zones fonctionnant de 6 h 30 à 19 h 30 créé en 2011. Il a fait l'objet d'une réforme de sa desserte le 1er juillet 2019 avec la réduction du nombre de zones de 8 à 5 et la création de points d'échanges supplémentaires. Il est fréquenté par 800 voyageurs quotidiens.
Zones actuelles :
- zone 1 : Canteleu, Hautot-sur-Seine, Hénouville, Quevillon, Sahurs, Saint-Martin-de-Boscherville, Saint-Pierre-de-Manneville et Val-de-la-Haye ;
- zone 2 : Darnétal, Fontaine-sous-Préaux, Roncherolles-sur-le-Vivier, Saint-Jacques-sur-Darnétal et Saint-Martin-du-Vivier ;
- zone 3 : Amfreville-la-Mi-Voie, Belbeuf, Boos, Franqueville-Saint-Pierre, Gouy, La Neuville-Chant-d'Oisel, Les-Authieux-sur-le-port-Saint Ouen, Montmain, Quévreville-la-Poterie, Saint-Aubin-Celloville et Ymare ;
- zone 4 : Duclair, Épinay-sur-Duclair, Jumièges, Le-Mesnil-sous-Jumièges, Le Trait, Sainte-Marguerite-sur-Duclair, Saint-Paër, Saint-Pierre-de-Varengeville et Yainville ;
- zone 5 : Anneville-Ambourville, Bardouville, Berville-sur-Seine, et Yville-sur-Seine.

#### AlloBus
AlloBus est le service de transport à la demande couvrant le périmètre de l'ancien réseau des TAE (autour d'Elbeuf). Il est découpé depuis 2021 en quatre zones fonctionnant du lundi au samedi de 7 h à 19 h 30 :
- zone 1 : Oissel et Orival ;
- zone 2 : Cléon, Freneuse, Saint-Aubin-lès-Elbeuf, Sotteville-sous-le-Val et Tourville-la-Rivière ;
- zone 3 : Saint-Pierre-lès-Elbeuf ;
- zone 4 : Elbeuf et La Londe.

#### Transport de personnes à mobilité réduite
Le service Handistuce est mis à disposition des personnes à mobilité réduite, sous certaines conditions. Il utilise deux types de véhicules :
- le taxi, pour les personnes dont le fauteuil roulant peut se plier ;
- le minibus, équipé d'une plate-forme électrique et d'un système de fixation de fauteuil roulant.

Pour bénéficier de ce service, il suffit de réserver son voyage 24 heures à l'avance par téléphone ou en agence.

## Tarification et titres de transport
Le système de tarification se fait sans distinction de zone.
En septembre 2008, l'Agglomération de Rouen et la TCAR ont développé la carte Astuce. Cette carte à puce permet de charger un ou plusieurs titres de transport (4 par carte au maximum) sur un seul support. Des valideurs sont placés à bord des rames du tramway, des bus TEOR et des bus « classiques » ainsi que sur les quais de certains arrêts. Pour valider une carte Astuce, il suffit d'approcher la carte à moins de quinze centimètres des bornes, même dans un sac ou une poche. La maintenance des quelque 100 000 cartes Astuce se fait à l'atelier-dépôt des rames de tramway de Saint-Julien, au Petit-Quevilly. La carte Astuce a depuis été généralisée à toute la métropole Rouen Normandie. Elle remplace la carte Passo du réseau TAE mise en place en 2000.
Ce système de carte dit « sans contact » sera[Quand ?] interopérable en partie avec le système billettique régional normand Atoumod.
Un titre de transport au prix de 1,80 € (titre sous forme papier ou carte Astuce) permet de voyager pendant une heure à partir de la première validation, quelle que soit la distance avec une à six correspondances avec les lignes de bus, de TEOR et du tramway. Il est aussi possible de faire un achat directement par téléphone mobile (SMS) pour ce titre de transport.
La politique tarifaire est déterminée par la métropole Rouen Normandie créée le 1er janvier 2015. Les augmentations suivent l’inflation et s’inscrivent dans le cadre du développement et de la modernisation du réseau : nouveaux véhicules, entretien, développement des lignes en site propre type TEOR ou autres.
Il existe une gamme de 9 titres (magnétiques et électroniques via la carte Astuce) utiles pour les voyageurs plus occasionnels au 1er septembre 2022 :
| Titre                   | Carte Astuce nécessaire | Conditions d'utilisation | Tarif                             |
| ----------------------- | ----------------------- | --- | --------------------------------- |
| 1 voyage                | Non                     | Ce titre permet de voyager pendant 1 heure (à partir de la première validation). 6 correspondances sont autorisées, vous pouvez par exemple les utiliser pour faire un aller-retour.                         | 1,80 € (Rouen), 1,50 € (Elbeuf)   |
| 10 voyages              | Non                     | | 15,30 € (Rouen), 12,30 € (Elbeuf) |
| Découverte 24 h         | Non                     | Ce titre donne droit à un nombre illimité de voyages pendant 24 heures à partir de la 1re validation. | 5,70 €                            |
| Modérato 10 voyages     | Non                     | Réservé aux familles nombreuses (familles composées de 3 enfants de moins de 18 ans), aux enfants de 4 à 6 ans, aux personnes à mobilité réduite et aux demandeurs d'emploi.                                 | 3,30 €                            |
| Senior 20 unités        | Oui                     | Réservé aux personnes de plus de 65 ans Prélève une unité en période creuse, deux en heures de pointe. | 12 € (Rouen), 8,50 € (Elbeuf)     |
| Jeunes 10 voyages       | Oui                     | Réservé aux moins de 26 ans. Nécessite une pièce d'identité en cas de contrôle ou la carte Astuce. | 9,30 €                            |
| Groupe                  | Non                     | Ce titre, destiné aux groupes de 10 personnes maximum, est valable uniquement pour un aller et aux heures creuses. Il existe également une tarification GROUPE spécifique pour les établissements scolaires. | 6,30 €                            |
| In'Cité                 | Non                     | Titre aller-retour pour l'ensemble des occupants d'un même véhicule stationné au parc relais du Mont-Riboudet à Rouen. En vente uniquement au parc relais du Mont-Riboudet.                                  | 4 €                               |
| Titre contact           | Oui                     | Ce titre, subventionné par la TCAR, permet d'effectuer 3 fois 99 voyages sur 6 mois gratuitement. Il est accessible sous conditions.                                                                         | Gratuit                           |
| Titre Gratuit Le Samedi | Non                     | Ce titre est valable 1 an dès sa première validation, et est utilisable tous les samedis sur l'ensemble du réseau.                                                                                           | Gratuit                           |

Depuis le samedi 5 septembre 2020, l'entièreté du réseau (y compris le secteur TAE, les lignes 26, 529 et 530) devient gratuit chaque samedi mais il est tout de même obligatoire de posséder un titre de transport et de le valider. Aucun décompte n'est cependant effectué sur les titres 10 voyages, 1 voyage, Contact 99 voyages, Modérato 10 voyages ou Senior 20 unités. Il est aussi possible de se procurer en agence ou dans les dépositaires un titre Gratuit le samedi valable chaque samedi à 5 h 0 jusqu'au dimanche qui suit à 5 h 00. À partir de la première validation du titre, il est valable tous les samedis pendant un an.

## Projets

### Programme d'aménagements de voies de bus
La Métropole prévoit, en concertation avec les communes concernées, de réaménager certains axes routiers en créant des voies de bus afin d'améliorer la fiabilité des temps de parcours, point noir du réseau. Certains carrefours seront également repensés pour dynamiser la circulation des bus.

### Mise en accessibilité des arrêts
Depuis 2005, les arrêts sont peu à peu mis en accessibilité. Pour ce faire, plusieurs opérations sont nécessaires :
- rehausser les quais à hauteur des véhicules ;
- élargir les quais de façon à pouvoir faire manœuvrer un fauteuil roulant ;
- construire une rampe d'accès en pente douce ;
- faire une bande podotactile en bordure de quais.

En 2009, toutes les stations du TEOR, à l'exception des stations Piscine Salomon et Chemin de la Corniche, et du tramway possèdent ces équipements. De plus, les stations souterraines du « métro » possèdent un ascenseur permettant d'effectuer la liaison entre la station et la surface.

### Renouvellement de la flotte de bus
En novembre 2020, la Métropole Rouen Normandie approuve le renouvellement de la flotte de bus dont elle est propriétaire. Il est prévu de débloquer 266 millions d'euros sur 10 pour garder la moyenne d'âge des bus sous 7,5 ans et avoir des bus plus propres. Dans un premier temps, 31 bus propres : 17 électriques et 14 (initialement 11) à hydrogène tous standards sont commandés pour une enveloppe totale de 12 millions d'euros et une mise en service à la rentrée 2021.
En septembre 2021, de nouvelles commandes sont passées : une trentaine de bus électriques doivent rejoindre la flotte en 2022 et un appel d'offres portant sur 80 bus à haut niveau de service (lignes TEOR) à motorisation électrique est annoncé, l'objectif est que d'ici 2026 l'ensemble des bus TEOR fonctionnent à l'électricité.

### Tram-train Barentin-Elbeuf
Depuis les années 2000, un projet de ligne de tram-train est envisagé, reliant Barentin à Elbeuf en passant par Rouen. Le réseau Astuce, presque entièrement impliqué, pourrait voir un ajout de lignes pour aider cette grande ligne à mieux s'intégrer. Cependant, vu que le tracé n'est toujours pas exact, il est probable que si ces nouvelles lignes apparaissent, elles n'arriveront pas en même temps que le tram-train.
Il pourrait aussi desservir la gare de Rouen-Saint-Sever, ce qui demanderait de nouvelles infrastructures destinées a également desservir la gare.
En raison des projets récents de SEM autour de Rouen, il est assez probable que le tram-train soit utilisé comme moyen de transport, mais il y a de moins en moins de chances que cette liaison soit effectuée, notamment à cause de la ligne Yvetot-Rouen-Elbeuf qui est déjà prévue dans les projets de réseau SEM rouennais

### Projet «Saint-Sever Nouvelle Gare»
Un projet prévoit la création d'une nouvelle gare sur la rive gauche de la Seine, dont la mise en service, longtemps annoncée vers 2030, ne cesse d'être repoussée. La gare de la rive droite serait alors desservie par le tram-train Barentin – Elbeuf. La gare de la rive gauche se situerait à l'emplacement de l'ancienne gare de Saint-Sever, qui serait reconstruite, avec une correspondance avec la gare Rive-Droite via le prolongement de la ligne de tramway au-delà de la station Boulingrin.
La matérialisation de ce projet aura des implications sur la taille du réseau Astuce.

### Service express métropolitain
Voir Service express métropolitain de Rouen
Un autre projet ferroviaire se rattachant aux projets "Saint-Sever Nouvelle gare" et la réouverture entière de la ligne Rouen-Orléans et prévoit quant à lui la création d'un RER autour de Rouen en reprenant trois lignes existantes et une abandonnée :
- la ligne Yvetot-Rouen-Elbeuf, existante, entièrement reprise par la ligne A du SEM (pour Service Express Métropolitain) ;
- la ligne Rouen-Dieppe, partiellement reprise par la ligne B (jusqu'à Clères). Elle pourrait être entièrement reprise par la ligne B après son ouverture ;
- la ligne Rouen-Amiens, partiellement reprise par la même ligne B entre Rouen et Serqueux ;
- la ligne fret Rouen-Orléans (qui ne va plus à Orléans mais à Petit-Couronne) réhabilitée pour des liaisons Rouen-Elbeuf en partant de la gare Saint-Sever, en passant par l'ancienne gare de Rouen-Orléans et en arrivant à Elbeuf-Ville. Cette ligne du SEM serait la ligne C.

Les études ont été lancées, mais le projet est encore loin d'aboutir. La ligne A demandera l'implantation de deux nouvelles gares, Cléon et Fond du Val. La ligne B reliera Clères à Serqueux via Rouen-Rive Droite. Il faudra électrifier et rajouter une voie sur le tronçon entre Malaunay-Le Houlme, et rouvrir des gares comme Saint-Martin-du-Vivier, Isneauville ou Darnétal. Quant à la ligne C, elle reprendra donc la ligne Rouen-Orléans mais s'arrêtera à Elbeuf.
Ce projet est celui de l'association SOS Gares, le plus important et surtout le plus médiatisé. D'autres projets proposent par exemple la création de deux lignes de SEM, et d'autres liaisons effectuées par des lignes de tram-train. Ce projet pourrait être dans la liste des 10 projets de RER métropolitains autour de 10 grandes villes françaises, même s'il ne semble pas à première vue que le projet soit poussé par le gouvernement.